# 파스텔뮤직
파스텔 뮤직(Pastel Music)은 2002년 10월 설립된 대한민국의 음반 레이블이다. ‘Share the Music, Pastel Music’이라는 캐치프레이즈 아래 음반 제작뿐 아니라 음악 컨텐츠 개발 및 보급을 진행하고 있다.

## 소속 아티스트
- 한희정
- 홍재목
- 센티멘탈 시너리
- 알레그로(Allegrow)
- 희영(Hee Young)
- The Lake
- 맥거핀
- 이나래
- 크리틱
- FLAG
- 까망스테레오

## 거쳐간 아티스트
- 에피톤 프로젝트

인터파크로 이적
- 요조

매직스트로베리사운드로 이적
- 타루

올드레코드로 이적, 올드레코드 퇴사 후 개인활동 중
- 허밍 어반 스테레오

레이블 Waltz Sofa설립
- 티어라이너

파고뮤직으로 이적
- 클라우드 쿠쿠랜드

멤버들의 개인적 사정으로 해체했으나 현재 다시 활동중
- 푸른새벽

2007년 보옴이 오면 발매 후 해체했으나 2012년 크리스마스 앨범을 발매하였다.
- 재주소년

박경환이 설립한 레이블 Blue Boy로 이적, 현재는 유상봉의 탈퇴로 박경환 1인체제로 활동중
- 엘루이즈 공식 해체, 이후 리더인 선종표는 솔로 활동, 변성재는 새로운 밴드 'Candy' 결성후 활동중
- 미스티 블루

2010년 마지막 공연 후 해체
- 톡식바이어스플뤠르아이비

현재 음악 활동 중단
- 러브앤팝

팀 해체
- 올드피쉬

매직스트로베리사운드 설립
- 해파리소년

아폴로18에서 기타리스트로 활동, 현재는 밴드 '팎' 결성
- 루싸이트 토끼

매직스트로베리사운드로 이적, 현재는 미국에서 활동중
- 도나웨일

현재 음악활동 중단, 윤성훈은 모즈 다이브에서 기타리스트로, 정다영은 트램폴린의 베이시스트로 활동 중
- 스위트피

뮤직커벨로 이적, 4집 발매 이후 스위트피 프로젝트를 중단한다고 선언
- 벨 에포크

미스티 블루의 해체로 벨 에포크도 해체
- 조월

클럽비단뱀에서 활동 중
- 우리는 속옷도 생겼고 여자도 늘었다네

2006년 해체 후 2011년 재결성
- 더 멜로디

리더인 고운의 군입대로 인한 해체
- 야야

디 오션 뮤직으로 이적, 퇴사 이후 개인활동 중
- 수미아라 앤 뽄스뚜베르

멤버들의 탈퇴로 잠정적 활동 중단 상태
- 공기남녀

JUNES 엔터테인먼트로 이적
- 박준혁

율공작소로 이적
- 메리클라이브

개인 사정으로 해체
- 다플루토

멤버들의 군입대로 현재 밴드 활동 휴식 중
- 러블리벗

1인 레이블 러블리벗뮤직 설립
- 정연승

1인 레이블 essay.u 설립
- 텐시러브 공식 해체
- 비누도둑

2006년 라일락 앨범 낸 후 휴식기 거쳐 현재 피비뮤직으로 복귀, 디지털싱글 냄
- 캐스커

계약 종료로 인한 퇴사, 레이블 준토스뮤직에서 매니지먼트
- 심규선 계약 종료로 인한 퇴사, 1인 레이블 '헤아릴 규' 설립
- 권지안 미니앨범 <상큼한 아이스크림 같은 나는 31> 활동 종료 후 계약 만료로 퇴사
- 소규모 아카시아 밴드 계약 만료로 인한 퇴사
- 헤르쯔 아날로그 인터파크로 이적
- O.O.O 인터파크로 이적
- 포니(The Pony) 계약 만료로 인한 퇴사
- 슬로우쥰(Slow 6) 계약 만료로 인한 퇴사
- Azin 준토스뮤직으로 이적
- 비 스윗 1인 레이블 'besweet' 설립
- 이진우
- 짙은 계약 만료로 인한 퇴사, 준토스뮤직으로 이적
- 소수빈 매직스트로베리사운드의 서브 레이블 피치스 레이블로 이적
- 노 리스펙트 포 뷰티 음악 활동 중단
- 어른아이 결혼 후 음악 활동 중단
- 불싸조 비트볼뮤직으로 이적
- 인스턴트 로맨틱 플로어 현재 휴지기를 지내고 있음(프로젝트 그룹 특성상 활동이 빈번하지 않음)
- 파니 핑크 팀 해체, 현재 홍재목 솔로 활동 중

## 해외 아티스트(라이센스 협력)
- Arco
- The Innocence Mission
- Swinging Popsilce
- Lamp
- Maximilian Hecker
- Swan Dive
- KOOP
- Asobi Seksu
- Azure Ray
- She & Him
- Lali Puna
- Olafur Arnalds
- Sound Providers
- Envy
- MONO
- Ephemera
- World's End Girlfriend
- Stars And Sons
- Little & Ashley
- The Boy Least Likely To
- M83
- Ally Kerr
- The Pains Of Being Pure At Heart
- 토쿠마루 슈고

## 그 외 해외 라이센스 아티스트
- Paris Match
- Kero One
- FreeTEMPO
- Dahlia
- Quruli
- i-dep
- Explosions in the sky
- Ana Laan
- Arcade Fire
- Rita Calypso
- Dylan Mondegreen
- Benjamin Biolay
- Carla Bruni
- Moi Caprice
- Jose Gonzalez
- Beach House
- 토쿠마루 슈고
- 스즈키 츠네키치
- 사카모토 마아야
- MEG
- The Cloud Room
- Bliss
- Rachel's
- Leigh Nash
- So Cow
- Patrick Watson
- Ben & Jason
- Fionn Regan
- Round Table Featuring.Nino
- Pg.Lost
- Russian Red
- Elliott Smith
- Ramon Leal
- Hartfield
- YMCK
- Edwin Moses
- Naomi & Goro
- Damon & Naomi
- Auroranote
- Mondialito
- Balmorhea
- Bliss
- Coralie Clement
- Camera Obscura
- Dynamic 4
- Tom & Joyce
- Dorlis
- Evpatoria Report
- Cocco

## 관련 서적
- 《조금씩 가까이 너에게(파스텔뮤직 에세이북)》. 북클라우드. 2012년 10월 10일. ISBN 978-89-93357-88-2.

## 같이 보기
- 대중음악
- 독립 음악